# Уильям Страйкер
Уильям Страйкер (англ. William Stryker) — персонаж американских комиксов издательства Marvel Comics. Бывший сержант Вооружённых сил США Страйкер наиболее известен как преподобный с сильной ненавистью к мутантам и враг Людей Икс. Также является отцом мутанта Джейсона Страйкера.
Страйкер появился в многочисленных медиа продуктах по мотивам Marvel Comics, включая кино и видеоигры. В серии фильмов «Люди Икс» персонажа, чей образ подвергся переосмыслению, сыграли несколько актёров: Брайан Кокс — «Люди Икс 2» (2003), Дэнни Хьюстон — «Люди Икс: Начало. Росомаха» (2009) и Джош Хелман — «Люди Икс: Дни минувшего будущего» (2014) и «Люди Икс: Апокалипсис» (2016).

## История публикаций
Уильям Страйкер был создан сценаристом Крисом Клэрмонтом и художником Брентом Андерсоном и впервые появился в графическом романе Marvel Graphic Novel #5 (Ноябрь 1982). Его персонаж был основан на Джерри Фолуэлле.

## Вне комиксов

### Кино
- Шотландский актёр Брайан Кокс сыграл полковника Уильяма Страйкера в фильме «Люди Икс 2» (2003)[4]. Брэд Лори появился в роли Страйкера в воспоминаниях. По версии фильма он является полковником Вооружённых сил США, намеревающимся использовать мутантов в качестве оружия для предотвращения потенциальных угроз со стороны других мутантов, а также военным учёным. В прошлом его сын Джейсон пытал Уильяма и его жену с помощью своих телепатических иллюзий, пока мать Джейсона не покончила жизнь самоубийством. Рассматривая мутацию своего сына как болезнь, Страйкер отправил Джейсона в школу Ксавьер для одарённых подростков, однако её директор Чарльз Ксавьер не сумел помочь юноше. Впоследствии Страйкер сделал своему сыну лоботомию, чтобы превратить его в своё безвольное оружие, а также открыл возможность подчинять на некоторое время других мутантов при помощи вещества из тела Джейсона. После того, как Страйкер заставил Ночного Змея совершить покушение на президента США, последний уполномочил Страйкера атаковать Особняк Икс. Он похитил некоторых учеников школы, а также Циклопа и Профессора Икс. В соответствии с планом Уильяма Джейсон промыл мозги Ксавьеру, заставив того воспользоваться копией Церебро, чтобы убить всех мутантов на Земле, однако его план был сорван Людьми Икс и силами Магнето. Страйкер попытался заручиться поддержкой Росомахи, пообещав тому помочь восстановить утраченные воспоминания, однако Логан, сделавший выбор в пользу Людей Икс и своей новой жизни, оставил Уильяма умирать неподалёку от его военной базы, где тот утонул под тоннами воды после разрушения близлежащей плотины.
- Дэнни Хьюстон сыграл Уильяма Страйкера в фильме «Люди Икс: Начало. Росомаха» (2009)[5]. Страйкер нанимает Джеймса «Логана» Хоулетта и Виктора Крида, чтобы те присоединились к его команде Оружие Икс, однако впоследствии Хоулетт покидает команду, будучи не согласным с методами её членов. Годы спустя Страйкер вынуждает Логана принять участие в эксперименте по внедрению в его скелет адамантия, чтобы тот смог отомстить Криду за убийство Кайлы Сильферфокс. Затем Логан узнаёт о манипуляциях Страйкера и пытается убить его, однако Уильям лишает его воспоминаний при помощи выстрела пулей из адамантия в голову. Страйкер пытается застрелить Кайлу, но та, воспользовавшись своими способностями мутанта, заставляет его «идти до тех пор, пока тот не сотрёт ноги в кровь». Некоторое время спустя, военные подбирают Страйкера, чтобы допросить его на предмет смерти генерала Манса, который хотел закрыть проект Оружие Икс, за что и был убит Страйкером.
- Уильям Страйкер упоминается в фильме «Люди Икс: Первый класс» (2011), в разговоре между Чарльзом Ксавьером и его отцом агентом Страйкером.
- Джош Хелман сыграл майора Страйкера в фильме «Люди Икс: Дни минувшего будущего» (2014)[6]. Будучи правой рукой Боливара Траска в 1973 году, Страйкер становится свидетелем попытки предотвращения Росомахой, Зверем, Леншерром и Ксавьером убийства Траска со стороны Мистик. При виде Страйкера у Росомахи случается припадок, вызванный воспоминаниями о будущих действиях Уильяма. Впоследствии Страйкер присутствует на демонстрации мощи Стражей в Вашингтоне.
- Хелман вновь сыграл Страйкера в фильме «Люди Икс: Апокалипсис» (2016)[7]. После того, как Апокалипсис при помощи Ксавьер запускает ядерные ракеты мировых держав в космос, полковник Страйкер прибывает в Особняк Икс, чтобы расследовать последние события и похищает Мистик, Зверя, Ртуть и Мойру Мактаггерт. Ранее он похитил Росомаху и провёл эксперимент по внедрению в его тело адамантия. После того, как Джин Грей освобождает Логана, который убивает людей Страйкера, последний сбегает со своей базы. В удалённой сцене Мактаггерт арестовывает Страйкера за его действия.

### Видеоигры
- В X-Men Legends (2004) появляется специально разработанный для игры персонаж по имени генерал Уильям Кинкейд, основанный на Уильяме Страйкере, Боливаре Траске и Стивене Лэнге. Он намеревался обрушить Астероид М на Нью-Йорк, чтобы впоследствии возложить вину за гибель множества невинных людей на мутантов. Был побеждён Людьми Икс после сражения с ними в броне Мастера Молда.
- Уильям Страйкер неоднократно упоминается в игре X-Men: The Official Game (2006). Его сын Джейсон использовал секретную программу отца по уничтожению мутантов и заключил союз с Гидрой и Кенуитиё Харадой.
- Дэвид Хлоре озвучил Уильяма Страйкера в игре X-Men Origins: Wolverine (2009)[8], основанной на одноимённом фильме.
- Уильям Страйкер фигурирует в игре Marvel Heroes (2013), где его озвучил Джим Коннер[8].

## Критика
IGN поместил Уильяма Страйкера на 70-е место в «топе 100 величайших злодеев комиксов».
Comic Book Resources назвал его одним из «лучших злодеев Marvel без суперсил». Screen Rant причислил его к «самым опасным злодеям Marvel без суперсил» и «злейшим врагам Людей Икс»